# Kenix Kwok Ho-Ying
Kennix Kwok Ho-Ying (Hongkong, 27 november 1969) (jiaxiang: Guangdong, Zhongshan) is een Hongkongse TVB actrice. Ze werd populair door haar rollen in de series: A Kindred Spirit, Detective Investigation Files I tot III, At the Threshold of An Era I-II, and recently Shine on You, Love Bond, Revolving Doors of Vengeance en Ten Brothers.
Op 10 maart 2004 trouwde ze met haar vriend die ook TVB acteur is, Frankie Lam. De bruiloft was groot nieuws, omdat beiden TVB-acteurs zijn.

## Filmografie
- Glittering Moments (1993)
- Remembrance (1994)
- Shades of Darkness (1994)
- Gentle Reflections (1994)
- A Story of Two Drifters (1995)
- A Kindred Spirit (1995)
- No Justice For All (1995)
- Detective Investigation Files 1 (1995)
- Down Memory Lane (1995)
- Detective Investigation Files 2 (1995)
- The Criminal Investigator 1 (1995)
- The Criminal Investigator 2 (1996)
- Food of Love (1996)
- Working Women (1997)
- Detective Investigation Files 3 (1997)
- Troublesome Night (1997) (movie)
- Ghost Story: Godmother of Mongkok (1997) (movie)
- Casino (1998) (movie)
- Her Name Is Cat (1998) (movie)
- Crimes of Passion (1998)
- Till When Do Us Part (1998)
- Simply Ordinary (1998)
- At the Threshold of an Era 1 (1999)
- At the Threshold of an Era 2 (2000)
- A Matter of Life and Death Brothers (2000) (Mainland)
- Reaching Out (2000)
- Legal Entanglement (2001)
- Take My Word for It (2002)
- Healing Spirit (2003)
- Seed of Hope (2003)
- Vigilante Force (2003)
- Shine on You (2004)
- Love Bond (2005)
- Revolving Doors of Vengeance (2005)
- Ten Brothers (2005) [aired in 2007]
- A Pillow Case of Mystery (2006)
- Fearless (2006) (a Christian movie)
- Redtask (2007) (Mainland, aka Red Powder)